# Robert Lechleiter
Robert Lechleiter est un footballeur allemand né le 1er janvier 1980 à Rosenheim.